# Дин, Вильямина
Вильямина «Минни» Дин (2 сентября 1844 года — 12 августа 1895 года) — жительница Новой Зеландии, нянька, признанная виновной в убийстве и повешенная за него. Дин стала единственной в истории Новой Зеландии женщиной, которая была казнена. Другие жительницы Новой Зеландии, признанные виновными в преступлениях, иногда также приговаривались к смертной казни, но их приговоры всегда смягчались.

## Биография
Родилась 2 сентября 1844 года в городе Гринок в Шотландии. Её мать умерла от рака в 1857 году. Точно неизвестно, когда Вильямина переехала в Новую Зеландию, но установлено, что в начале 60-х годов она уже жила в городе Инверкаргилл со своими двумя маленькими детьми. Она утверждала, что является вдовой доктора из Тасмании (документальных подтверждений этим утверждениям нет).
В 1872 году Вильямина вышла замуж за хозяина местной гостиницы Чарльза Дина и взяла его фамилию. Семья испытывала финансовые трудности. Супруги перебрались в Уинтон, где Чарльз Дин стал разводить свиней, а Вильямина забирала к себе за плату нежелательных детей (так называемые детские фермы). Деторождение вне брака в то время крайне порицалось, а внебрачных детей рождалось много. Таким образом у Дин было много клиентов. В среднем в её ведении было около 9 детей.
Детская смертность в то время была очень большой. Несколько детей умерло и у Вильямины. Коронер провёл следствие и пришёл к выводу, что в их смертях не было ничего криминального. Местное население считало иначе, обвиняя Вильямину в убийствах детей. В то время это преступление совершалось женщинами нередко, а несколько таких дел стали резонансными. Тем не менее обвинять Вильямину в чём-либо было невозможно, так как улик она не оставляла.
В 1895 году у полиции появились основания для временного задержания Дин. Она была взята под стражу, и пока она там находилось, полицейские обыскали её дом, где ничего не нашли, но, раскопав её сад, наткнулись на страшную находку — 3 детских трупа. Было установлено, что один из детей умер от удушения, а другой — от отравления лекарствами. Вильямина Дин была обвинена в убийстве.
Адвокат Дин пытался доказать, что дети умерли не по её вине. Она всего лишь спрятала их, чтобы избежать пересудов, такова была его версия. Суд тем не менее 21 июня 1895 года признал Вильямину виновной в убийстве, а 12 августа она была казнена через повешение. О жизни Вильямины Дин было написано несколько книг и художественных произведений.